# کرم پهن لیندا
کرم پهن لیندا (نام علمی: Pseudoceros lindae) نام یک گونه از راسته پرشاخه‌داران است.